# Corresponsabilidad
La corresponsabilidad familiar es un término empleado para definir una distribución de tareas y responsabilidades domésticas de forma equitativa y que implique por igual a todos los miembros del grupo familiar.
Se considera como un trabajo no remunerado, entendido como la energía, tiempo y desarrollo de habilidades que son determinantes en una familia para poder llevar a cabo las tareas domésticas y de cuidado. Este término se ha derivado desde una conceptualización de roles y tareas enmarcado dentro de la sensibilización social que tiene como principal objetivo conseguir la igualdad entre géneros.
Las tareas domésticas o trabajos de cuidado los podemos dividir en tres categorías fundamentales:
1. Tareas del hogar: que incluye la administración de recursos y consumo familiar, limpieza de la casa, preparación de alimentos, transporte, representación y relaciones exteriores y tareas de reparación o mantenimiento de la vivienda.
2. Cuidado de los niños y otras personas con dependencia, que incluye todas las actividades implicadas en la atención a ellas como alimentarlas, vestirlas, llevarlas al médico, dar las medicinas, acompañarlas…
3. Trabajo emocional: Aquellas actividades que permiten mejorar el bienestar y mostrar apoyo emocional a otras personas. Esto incluye apoyar, escuchar de forma atenta, saber hacer ver a los miembros que son apreciados, etc.

Shelton y John definieron en 1996 el trabajo doméstico como aquel trabajo no remunerado que contribuye al bienestar de los miembros del grupo familiar y al mantenimiento del hogar
Buena parte de los hombres que asumen su incorporación al trabajo doméstico y de cuidado no dejan de verla como una colaboración al darse cuenta de que la mujer no puede atender todo lo que la corresponde, solo de una forma minoritaria se pasa de la mentalidad de colaboración a la de reparto. Por este motivo es importante hacer visible la responsabilidad e insistir en la necesidad de un reparto equitativo, no solo en las tareas de cuidado y domésticas, sino en la responsabilidad que estas comportan.
Esta realidad se explica según la división sexual del trabajo, que es la repartición del trabajo remunerado y no remunerado entre hombres y mujeres en función de las expectativas y roles de género tradicionalmente asignados a cada sexo.
Solo si mujeres y hombres reconocen la visión estereotipada de los roles sociales impuestos por el proceso de construcción de la identidad, llegará una profunda transformación en la división sexual del trabajo doméstico.
La corresponsabilidad implica una negociación entre ambas personas dentro de la pareja sobre los plazos del reparto doméstico para lograr una mejor conciliación de la vida laboral y familiar y evitar la llamada doble jornada, que es la sobrecarga de trabajo doméstico no remunerado aparte del trabajo productivo, que mayoritariamente afecta a las mujeres

## Antecedentes
El modelo de la familia moderna y nuclear nació con el capitalismo del siglo XIX donde había dos grandes esferas muy diferenciadas: la esfera pública, entendida como las tareas de producción (fábrica) y la esfera privada, relegada al ámbito privado de la familia, entendido como tareas de reproducción. Era un modelo donde el hombre era el encargado de sostener la familia económicamente y la mujer era la encargada de todas las tareas de reproducción y cuidado.
A pesar de que este modelo ha quedado más difundido porque hay nuevos tipos de familias y el papel de la mujer dentro de la sociedad ha cambiado, con su inclusión en el mundo laboral, las mujeres acostumbran a llevar más carga de los trabajos de cuidado. (sobrecarga de trabajo)
Este modelo favorece unas relaciones de poder desiguales según los roles establecidos por el género. Puesto que el trabajo doméstico queda relegado a un nivel más bajo.
La incorporación al mundo laboral por parte de las mujeres en la década de los 80 en España gracias al aumento formativo y con esto, sus posibilidades de ocupación junto con el control de la reproducción y políticas públicas sobre maternidad impidieron que las mujeres abandonaran el puesto de trabajo al casarse o tener descendencia.
Una incorporación masiva de las mujeres en el mercado de trabajo no se tradujo en la misma incorporación masiva de los hombres en el trabajo doméstico y de cuidados.

## Presencia y participación de los hombres: modelos explicativos
La investigación sobre la influencia de la participación de los miembros del grupo familiar dentro del trabajo familiar se ha centrado especialmente en la implicación de los padres-hombres. Según Lamb  existe la creencia social que el hombre es el trabajador y principal sujetador de la familia, mientras que la mujer estaría más enfocada a la tarea de cuidadora.
Estas creencias vienen determinadas por el estilo de funcionamiento de patrones familiares que se aprenden de generación en generación; además, las instituciones del Estado son las que favorecen o no una mayor presencia de la participación paternal y, por lo tanto, de una responsabilidad igualmente compartida por ambos miembros de la pareja.
Hay tres teorías fundamentales que permiten explicar y comprender las causas de la ausencia de un reparto equilibrado de las tareas del hogar:
1. La teoría de los recursos, que estima que aquel miembro de la pareja que tiene más recursos tiene más poder y, por lo tanto, hará menos trabajo reproductivo.
2. Las explicaciones basadas en la ideología de género, que constatan que hombres y mujeres con una ideología tradicional se acomodarán a un reparto más desequilibrado de las tareas domésticas. Así mismo, aquellas mujeres y hombres que manifiesten actitudes de género más abiertas, tienden a repartirse este trabajo de forma más equitativa.
3. La teoría de la disponibilidad temporal: aquellas personas que invierten más tiempo en el trabajo productivo dedican menos tiempo a la realización de tareas domésticas.
4. Indicadores de asimetría en los usos del tiempo: tareas domésticas y atención familiar

## Indicadores de asimetría en los usos del tiempo: tareas domésticas y atención familiar
Las diferencias entre los usos del tiempo entre hombres y mujeres constituyen un indicador más del desigual reparto de tareas, sobre todo aquellas de cuidado o reproductivas. Según la encuesta Empleo del Tiempo del INE (2002-2003), el 92,2% de las mujeres dedican 4 horas y 45 minutos diarias de media a las tareas del hogar y cuidados familiares, mientras que el 69,6% de los hombres dedica solo 2 horas y 4 minutos diarios.
Diferentes estudios e investigaciones constatan que la mayoría de la población mantiene una opinión favorable a que las tareas de cuidado se realicen de forma equitativa entre ambos miembros de la pareja. Esta preferencia por un modelo igualitario ha ido aumentando considerablemente durante estos años. En España a principios de los 90 era aceptada por cerca de un 47% de la población, actualmente lo hace más de un 60%.
Aun así, estos estudios también muestran que si bien se ha producido un cambio de actitudes, este no ha venido acompañado de una modificación sustancial de las conductas que hombres y mujeres desarrollan a sus hogares. Esto se traduce en que, a pesar de que las mujeres realizan menos trabajo4s de cuidado y los hombres algo más que hace treinta años, siguen siendo las mujeres las que invierten mucho más tiempo en este tipo de tareas.

### Población general en edad laboral
| Ámbito de actividad | Tiempo dedicado por mujeres (media diaria) | Tiempo dedicado por hombres (media diaria) | Diferencias en el tiempo dedicado por las mujeres frente a los hombres (en %) | % Del tiempo total asumido por las mujeres |
| Tareas domésticas   | 4 horas y 2 minutos                        | 1 hora y 32 minutos                        | 163 %                                                                         | 72 %                                       |
| Atención a menores  | 4 horas y 1 minuto                         | 2 horas y 9 minutos                        | 87 %                                                                          | 65 %                                       |
| Atención a mayores  | 1 hora y 57 minutos                        | 58 minutos                                 | 102 %                                                                         | 67 %                                       |

Fuente: Encuesta a población en edad laboral. Instituto de la mujer. (2008)

### Población  ocupada
| Ámbito de actividad | Tiempo dedicado por mujeres (media diaria) | Tiempo dedicado por hombres (media diaria) | Diferencias en el tiempo dedicado por las mujeres frente a los hombres (en %) | % Del tiempo total asumido por las mujeres |
| Tareas domésticas   | 3 horas y 10 minutos                       | 1 hora y 30 minutos                        | 111 %                                                                         | 68 %                                       |
| Atención a menores  | 3 horas y 38 minutos                       | 2 hores y 20 minutos                       | 56 %                                                                          | 62 %                                       |
| Atención a mayores  | 1 hora y 36 minutos                        | 53 minutos                                 | 81 %                                                                          | 64 %                                       |

Encuesta a población ocupada. Instituto de la mujer. (2008)
Estos datos nos proporcionan información general sobre la asimetría según el sexo en los usos del tiempo referentes a tareas domésticas y atención a personas con dependencia.
Aun así, el nivel de renta y el hecho que la mujer tenga una actividad laboral parecen incidir en la corresponsabilidad o, al menos, atenuar los efectos de la asimetría sexual en el reparto de tareas: en general, a medida que se incrementa el nivel de renta, la participación de la madre como responsable principal de las tareas de atención a los niños tiende a descender, al tiempo que aumenta la del padre o la de la pareja indistintamente (a pesar de que también la de otros actores como la abuela materna o el servicio doméstico). En cualquier caso, en niveles de renta más bajos, la participación de la madre como responsable principal es mayor que en los otros niveles.